# Enicognathus ferrugineus
Enicognathus ferrugineus е вид птица от семейство Папагалови (Psittacidae).

## Разпространение
Видът е разпространен в Аржентина, Фолкландски острови, Чили и Южна Джорджия и Южни Сандвичеви острови.